# Пало Гордо (Ел Платеадо де Хоакин Амаро)
Пало Гордо (шп. Palo Gordo) насеље је у Мексику у савезној држави Закатекас у општини Ел Платеадо де Хоакин Амаро. Насеље се налази на надморској висини од 2420 м.

## Становништво
Према подацима из 2010. године у насељу је живело 6 становника.

### Хронологија
| Година       | 2000       | 2005      | 2010 |
| ------------ | ---------- | --------- | ---- |
| Становништво | 12 (5 / 7) | 7 (4 / 3) | 6    |

### Попис
| # | Индикатор                     | Вредност |
| - | ----------------------------- | -------- |
| 1 | Укупно домаћинстава           | 2        |
| 2 | Укупно насељених домаћинстава | 2        |
| 3 | Величина локације             | 1        |